# ثيودور ستانغ
ثيودور ستانغ هو مهندس مدني ومدير ومهندس ومخترع نرويجي، ولد في 14 مارس 1836 في فانغ في النرويج، وتوفي في 20 أغسطس 1919 في لاهاي في هولندا.